# Imling
Imling är en kommun i departementet Moselle i regionen Grand Est (tidigare regionen Lorraine) i nordöstra Frankrike. Kommunen ligger i kantonen Sarrebourg som tillhör arrondissementet Sarrebourg. År 2022 hade Imling 702 invånare.

## Befolkningsutveckling
Antalet invånare i kommunen Imling
| Referens: INSEE |